# From Under the Cork Tree
From Under The Cork Tree là album thứ hai của nhóm nhạc Mỹ Fall Out Boy. Album From Under The Cork Tree được phát hành ngày 3/5/2005, đánh dấu bước đột phá trong sự nghiệp của Fall Out Boy. Album đã bán được hơn 2.5 triệu bản ở Mỹ và hơn 3 triệu bản trên toàn cầu. Hai đĩa đơn "Sugar, We're Goin Down" và "Dance, Dance" lần lượt đứng thứ 8 và 9 trong bảng xếp hạng Billboard Hot 100. "From Under The Cork Tree" cũng đứng thứ 18 trong danh sách những album bán chạy nhất ở Mỹ năm 2005.

## Danh sách track
Album gồm 13 bài hát:
1."Our Lawyer Made Us Change the Name of This Song So We Wouldn't Get Sued" 	3:09
2."Of All the Gin Joints in All The World" 	3:11
3."Dance, Dance" 	3:00
4."Sugar, We're Goin Down" 	3:49
5."Nobody Puts Baby in the Corner" 	3:21
6."I've Got a Dark Alley and a Bad Idea That Says You Should Shut Your Mouth (Summer Song)" 	3:11
7."7 Minutes in Heaven (Atavan Halen)" 	3:02
8."Sophomore Slump or Comeback of The Year" 	3:23
9."Champagne For My Real Friends, Real Pain For My Sham Friends" 	3:23
10."I Slept With Someone in Fall Out Boy and All I Got Was This Stupid Song Written About Me" 3:31
11."A Little Less Sixteen Candles, A Little More "Touch Me"" 	2:49
12."Get Busy Living or Get Busy Dying (Do Your Part to Save the Scene and Stop Going to Shows)"3:27
13."XO" 	3:40